# 中島徹 (法学者)
中島 徹（なかじま とおる、1955年9月24日 - ）は、日本の法学者。早稲田大学 大学院法務研究科教授。専門は憲法。博士（法学・早稲田大学）。

## 略歴
- 1978年3月　早稲田大学法学部卒業
- 1985年3月　早稲田大学大学院法学研究科博士課程単位取得満期退学
- 1985年4月　中央学院大学法学部専任講師
- 1998年4月　中央学院大学法学部教授
- 2003年3月　中央学院大学法学部教授退任
- 2003年4月　早稲田大学法学部教授
- 2004年4月　早稲田大学 大学院法務研究科教授

## 在外研究等
- トロント大学ロースクール　客員研究員

## 研究テーマ
- 憲法
- 情報法

## 著書・論文等
- 『財産権の領分』（単著、日本評論社、2007年）
- 『ケースブック憲法〔第3版〕』（共編著、弘文堂、2010年）
- 『憲法の理論を求めて』（共編著、日本評論社、2009年）
- 『個人情報保護管理・運用の実務』（共編著、新日本法規、2003年）
- 「財産権は市民的自由か」法律時報82巻5号（2010年）
- 「福祉国家の公序」阪口正二郎責任編集『自由への問い３　公共性』（岩波書店、2010年）
- 「今，政府の存在意義は」ジュリスト1378号（2009年）
- 「個人の自律、市場の自律性、政府の存在理由」公法研究70号（2008年）
- 「財産権の自然性と実定性」ジュリスト1356号（2008年）
- 「財産権と営業の自由の間」吉田善明先生古希記念『憲法諸相と改憲論』（敬文堂、2007年）
- 「憲法学における「公共財」」西原博史編『岩波講座　憲法２』（岩波書店、2007年）
- 「刑事手続における「主権」と「人権」」（ジュリスト1334号、2007年）
- 「住基ネット上で「個人の権利」を真剣に考える」（法学セミナー48巻12号、588号、2003年）